# Одзіма
Одзіма (Ojima) — рятувальний буксир Імперського флоту Японії, який під час Другої світової війни взяв участь в операціях японських збройних сил у Меланезії та на Каролінських островах.
«Одзіма» спорудили в 1941 році на корабельні ВМФ у Майдзуру.
Призначений для використання у ВМФ, корабель був озброєний двома 13,2-мм зенітними кулеметами Type 93, які того ж року замінили на два 25-мм зенітні автомати.
4 травня 1942-го в межах операції із заволодіння новогвінейським Порт-Морсбі «Одзіма» вийшов з Рабаула (передова база на східному завершенні острова Нова Британія) у складі транспортного загону. Втім, після битви авіаносців, що відбулась 9 травня в Кораловому морі, операцію проти Порт-Морсбі скасували і транспортний загін попрямував назад.
Надалі «Одзіма» проходив службу на атолі Трук у центральній частині Каролінських островів (тут ще до війни створили головну базу японського ВМФ у Океанії). У лютому 1943-го буксир відвідав північне узбережжя Нової Гвінеї та 17—23 лютого допомагав у проведенні на буксирі пошкодженого есмінця «Харусаме» з Веваку на Трук.
7 жовтня 1943-го виникла пожежа на судні «Кікукава-Мару», що перебувало в лагуні Труку. «Одзіма» прибув на допомогу та ошвартувався побіч. Через якийсь час пожежа досягнула кормового трюма, де зберігався вантаж пального, що призвело до потужної детонації та загибелі як «Кікукава-Мару», так і «Одзіма». Останній розломився на дві частини та ліг на дно в районі з глибиною 37 метрів.